# Hieronymus van Alphen
Hieronymus van Alphen (Gouda, 8 agosto 1746 – L'Aia, 2 aprile 1803) è stato un poeta e scrittore olandese conosciuto soprattutto per le sue poesie per l'infanzia.
Era figlio di Johan van Alphen, membro dell'amministrazione cittadina di Gouda, e Wilhelmina Lucia van Alphen. Era il nipote di Hieronymus van Alphen, professore universitario di Utrecht.

## Biografia
Suo padre morì quando lui aveva quattro anni. Con sua madre si trasferì a Utrecht. Studiò diritto e lettere a Leida, dove si convertì a una forma di cristianesimo pietista. Nel 1768 Van Alphen diventò avvocato a Utrecht. Nel 1772 sposò Johanna Maria van Goens, che morì tre anni dopo, alla nascita del loro terzo figlio. Nel 1780 Van Alphen diventò procuratore generale. Si risposò con Catharina Geertruyda van Valkenburg, dalla quale ebbe altri due figli. Nel 1789 fu nominato stadspensionaris (un giurista con funzioni di consigliere delle autorità cittadine) a Leida. Quattro anni dopo fu nominato tesoriere generale (una sorta di ministro delle finanze) della Repubblica delle Sette Province Unite. Quando la Repubblica crollò, nel 1795, Van Alphen, da orangista convinto, si dimise dalle sue funzioni. Nel periodo 1794-1799 morirono due dei suoi figli, un nipote e una nuora. Nel 1803 Van Alphen morì per un colpo apoplettico.

## Kleine gedigten voor kinderen(Piccole poesie per bambini)
In totale Van Alphen ha scritto solo 66 poesie per bambini. Scriveva soprattutto poesie morali per adulti e considerazioni sull'arte e sulla religione. Van Alphen scrisse per i bambini tre raccolte poetiche e all'inizio le pubblicò anonimamente. Queste raccolte ebbero un grande successo, furono ristampate decine di volte e tradotte in francese, tedesco, inglese, frisone e malese.
Le poesie di Van Alphen esprimono una visione moderna del bambino. Il poeta considerava il bambino come un foglio bianco a cui si potevano insegnare virtù come l'obbedienza, il rispetto per i genitori e per Dio, la modestia. Van Alphen pensava anche che i  bambini dovessero imparare giocando. Le sue poesie per bambini erano semplici, con uno schema metrico facile e fisso, facili da imparare a memoria.
La sua poesia più famosa è De Pruimeboom ("Il susino", 1779).

## Opere
- Proeve van stichtelijke mengel-poëzij (1771, ripubblicato nel 1772, 1773, 1782)
- Klaagzang (1775) (scritto in occasione della morte della moglie)
- Gedigten en overdenkingen (1777 tre edizioni)
- Kleine gedigten voor kinderen (1778; prima e seconda parte; 1780: terza parte)
- Theorie der schoone kunsten en wetenschappen (1778 e 1780)
- Digtkundige verhandelingen (1782)
- De waare volksverlichting met opzigt tot godsdienst en staatkunde beschouwd (1793)
- Kleine bijdragen tot bevordering van wetenschap en deugd (1796)
- Predikt het evangelium allen creaturen (1801)
- Proeve van liederen en gezangen voor den openbaaren godsdienst (1801-1802)